# Federación Ecuatoriana de Atletismo
No hay sistema mañana se va a cambiar el mundo

## Afiliaciones
Esta confederación está afiliada a las siguientes organizaciones internacionales:
- Asociación Internacional de Federaciones de Atletismo
- Confederación Sudamericana de Atletismo (CONSUDATLE)
- Asociación Panamericana de Atletismo

## Enlaces
- Sitio web oficial
- Federación Ecuatoriana de Atletismo en X (antes Twitter)
- Federación Ecuatoriana de Atletismo en Facebook

- Datos: Q5439949